# Rhyacophila perdita
Rhyacophila perdita là một loài Trichoptera trong họ Rhyacophilidae. Chúng phân bố ở miền Ấn Độ - Mã Lai.